# San Sebastián de Yalí
San Sebastián de Yalí es un municipio del departamento de Jinotega en la República de Nicaragua. Fundado en 1908. 
El pueblo de Yalí es la cabecera municipal.

## Geografía
San Sebastián de Yalí se encuentra ubicado a una distancia de 40.7 kilómetros de la ciudad de Jinotega por la carretera NIC-3, y a 182 kilómetros de la capital de Managua.
- Altitud: 851 m s. n. m.
- Superficie: 400.9 km²
- Latitud: 13° 18′ 0″ N
- Longitud: 86° 10′ 60″ O.

### Límites
Limita al norte con los municipios de Telpaneca, San Juan de Río Coco y Quilalí, al sur con el municipio La Concordia, al este con los de Santa María de Pantasma y San Rafael del Norte y al oeste con los municipios de Estelí y Condega.
La cuenca hidrográfica está formada por el río Coco, en su sección Norte, y los ríos Monte Cristo, Coyolar, Yalí y la quebrada Grande, que cruza toda el área urbana por el centro. Cuenta con una laguna ubicada en el cerro Colorado.

## Historia
Desde su fundación en 1908 fue conocido como La Rinconada, luego como La Placita o Plaza Yale y por último como San Sebastián de Yalí, aunque comúnmente los habitantes lo llaman "Yalí". Se dice que fueron sus fundadores Blas Miguel Molina y Adolfo Bermúdez, de éste se sabe muy poco y junto a otros madereros llegados de Jinotega, hicieron los primeros caminos de penetración. 
Yalí es muy conocido en la historia nacional ya que desde la casa del señor Molina, fue lanzado el primer manifiesto del General Augusto C. Sandino, llamando a la rebelión contra la ocupación norteamericana, en 1927. 
El 27 de febrero de 1928, en el lugar conocido como "El Bramadero", una columna sandinista al mando de Miguel Ángel Ortez recuperaron el cáliz de oro que los marines intervencionistas habían tomado del templo católico.

## Demografía
San Sebastián de Yalí tiene una población actual de 39,563 habitantes. De la población total, el 50.2% son hombres y el 49.8% son mujeres. Casi el 20.1% de la población vive en la zona urbana.

## Naturaleza y clima
Según la clasificación climática de Köppen, el municipio tiene un clima tropical de sabana.
Con una temperatura promedio que oscila entre los 21 a 22 °C y una precipitación pluvial anual entre 2000 y 2600 mm.
Aproximadamente, un 50% del territorio está poblado de vegetación de tipo variado que va desde coníferas hasta pluvioselva con diversidad de árboles maderables tales como caoba, cedro, aguacate, areno, encino, roble, etc. La fauna en el territorio ha quedado empobrecida por la tala indiscriminada, encontrándose muy escasamente animales silvestres.
El crepúsculo civil matutino o amanecer se presenta más temprano a las 4:53 a. m. del 29 de mayo al 9 de junio y del 21 al 31 de enero se presenta más tarde a las 5:49 a. m. El crepúsculo civil vespertino o anochecer se presenta más temprano del 13 al 24 de noviembre a las 5:28 p. m. y del 2 al 15 de julio se presenta más tarde a las 6:29 p. m.

## Localidades
El territorio municipal está dividido en 44 comunidades y cada una de esta pertenece a una de las siete microrregiones formadas por la Alcaldía Municipal. Las más importantes son: San Antonio, La Vainilla, La Bolsa, El Coyolar, Los Chilares, El Bijagual, Las Vegas, El Amparo, Las Colinas, El Zancudal, La Rica, Santa Elena, La Constancia, El Volcán, El Tigre, Cerro Colorado y El Caracol; estas por su gran concentración y riquezas humana. Pavona Arriba y comunidad Los Chagüitillos.

## Economía
La principal actividad agropecuaria está en la agricultura (café, frijol, maíz, papa, plátano, cebolla, tomate, repollo, arroz y cacao) y en la ganadería (bovina, porcina y caprina) para su comercialización.
Es una zona totalmente dedicada al cultivo del café y la producción de ganado. Desde tiempos antiguos, esta actividad atrajo a su asiento a numerosos inmigrantes, más sus condiciones climáticas, su abundante vegetación y su quietud.

## Deportes
El municipio cuenta con un equipo de fútbol profesional, el FC Yalí, el cual compite en la Segunda División de Nicaragua.